# Monica Niculescu
Monica Niculescu (* 25. September 1987 in Slatina) ist eine rumänische Tennisspielerin.

## Karriere
Niculescu, die seit Mai 2002 Profispielerin ist, hat seit 2004 bereits 52 Partien für die rumänische Fed-Cup-Mannschaft bestritten und dabei 31 Siege gefeiert. Zudem gewann sie bislang 19 ITF-Turniere im Einzel.
Ihre ersten größeren Erfolge auf der WTA Tour feierte sie mit dem dreimaligen Einzug in ein Viertelfinale: 2008 verlor sie in Taschkent auf Hartplatz (Kategorie: Tier IV) gegen Peng Shuai im dritten Satz mit 4:6, im Jahr darauf unterlag sie in Straßburg auf Sand und in Taschkent auf Hartplatz (beide Kategorie International) Aravane Rezaï bzw. Jaroslawa Schwedowa jeweils im dritten Satz. Zweimal stand sie bislang im Achtelfinale eines Grand-Slam-Turniers, 2011 bei den US Open und 2015 in Wimbledon. 2013 gewann Niculescu die erste Auflage des WTA Brasil Tennis Cup in Florianópolis und damit ihren ersten WTA-Titel im Einzel, als sie dort Olga Putschkowa im Endspiel in drei Sätzen besiegte.
Im Doppel gewann sie ihren ersten WTA-Titel 2009 beim Turnier in Budapest, bei dem sie mit Doppelpartnerin Alissa Kleibanowa im Endspiel die Schwestern Aljona und Kateryna Bondarenko in zwei Sätzen besiegte. Ihr zweiter Titelgewinn folgte im Januar 2012 an der Seite ihrer Landsfrau Irina-Camelia Begu in Hobart. Bei Grand-Slam-Turnieren feierte sie 2010 an der Seite von Shahar Peer mit dem Einzug in das Viertelfinale der French Open (Zweisatzniederlage gegen Nuria Llagostera Vives und María José Martínez Sánchez) ihren größten Erfolg, den sie 2012 bei den Australian Open an der Seite von Irina-Camelia Begu (Zweisatzniederlage im Viertelfinale gegen die Paarung Swetlana Kusnezowa und Wera Swonarjowa) bestätigen konnte. Außerdem gewann sie mit wechselnden Partnerinnen 22 ITF-Doppeltitel.
2011 sollte das mit Abstand beste Jahr für die Rumänin werden. Bereits bei den Australian Open erreichte sie nach Siegen über Timea Bacsinszky und die gesetzte Zwetana Pironkowa die dritte Runde, in der sie Francesca Schiavone allerdings mit 0:6, 6:7 unterlag. 
Beim Sandplatzturnier in Estoril zog sie nach einem 5:7, 6:4, 6:2 über Jarmila Gajdošová ins Halbfinale ein, in dem sie der späteren Turniersiegerin Anabel Medina Garrigues in zwei glatten Sätzen unterlag.
Nach kleineren Verletzungsproblemen im Sommer reiste sie gut erholt zu den US Open, bei denen sie nach klaren Siegen über Patricia Mayr-Achleitner, Alexandra Dulgheru und Lucie Šafářová erstmals in ihrer Karriere ins Achtelfinale eines Grand-Slam-Turniers einzog und gegen Angelique Kerber ausschied.
Beim Premier-Mandatory-Turnier von Peking konnte sie ihre gute Verfassung bestätigen, indem sie als Qualifikantin die amtierende French-Open-Siegerin Li Na mit 6:4 und 6:0 besiegte und ins Halbfinale vorstieß, in dem sie Andrea Petković unterlag.
Beim letzten WTA-Turnier des Jahres in Luxemburg gelang ihr erstmals der Einzug in ein Finale, nachdem sie bereits in der ersten Runde gegen die Qualifikantin Karin Knapp hatte Matchbälle abwehren müssen. Nach knappen Siegen über Anabel Medina Garrigues, Lucie Hradecká und Anne Keothavong war sie im Endspiel gegen die topgesetzte Wiktoryja Asaranka allerdings chancenlos.
Die gegen Saisonende eingespielten Punkte reichten aber aus, um sich zum ersten Mal in den Top 30 der Weltrangliste zu platzieren und damit das Jahr als die am höchsten gelistete rumänische Tennisspielerin abzuschließen.
2012 erreichte sie bei den Australian Open mit Siegen über Alizé Cornet und Pauline Parmentier erneut die dritte Runde, in der sie gegen Caroline Wozniacki in zwei Sätzen ausschied. Im Finale von Luxemburg stand sie gegen Venus Williams beim 2:6, 3:6 auf verlorenem Posten.
Anfang 2014 gewann sie in Shenzhen und in Hobart ihre WTA-Doppeltitel Nummer drei und vier, jeweils an der Seite von Klára Zakopalová. Mit einem Endspielsieg in Guangzhou über Alizé Cornet konnte sie im September 2014 nach anderthalb Jahren auch wieder einen Einzeltitel auf der WTA Tour gewinnen.
Ihr nächster Einzeltitel ließ bis 2016 auf sich warten, als Niculescu das Turnier in Luxemburg gewinnen konnte. 2017 gewann sie das Turnier in Limoges. Im selben Jahr erreichte Niculescu mit Chan Hao-ching das Doppelfinale von Wimbledon, wo sie allerdings mit 0:6, 0:6 chancenlos gegen Jekaterina Makarowa und Jelena Wesnina waren.
In der Doppelkonkurrenz der Australian Open 2018 stieß Niculescu gemeinsam mit Irina-Camelia Begu bis ins Halbfinale vor.

## Turniersiege

### Einzel
| Nr. | Datum              | Turnier       | Kategorie         | Belag             | Finalgegnerin           | Ergebnis      |
| --- | ------------------ | ------------- | ----------------- | ----------------- | ----------------------- | ------------- |
| 1.  | 18. August 2002    | Bukarest      | ITF $10.000       | Sand              | Zwetana Pironkowa       | 6:1, 7:64     |
| 2.  | 13. April 2003     | Cavtat        | ITF $10.000       | Sand              | Darija Jurak            | 6:4, 6:1      |
| 3.  | 31. August 2003    | Timișoara     | ITF $10.000       | Sand              | Veronica Rizhik Urteaga | 6:2, 6:3      |
| 4.  | 15. Februar 2004   | Albufeira     | ITF $10.000       | Hartplatz         | Irina Kotkina           | 6:1, 3:6, 6:0 |
| 5.  | 22. Februar 2004   | Portimão      | ITF $10.000       | Hartplatz         | Nadja Pavić             | 6:4, 7:63     |
| 6.  | 23. Mai 2004       | Bukarest      | ITF $10.000       | Sand              | Simona-Iulia Matei      | 6:2, 6:2      |
| 7.  | 22. August 2004    | Iași          | ITF $10.000       | Sand              | Raluca Olaru            | 7:65, 6:0     |
| 8.  | 20. März 2005      | Kairo         | ITF $10.000       | Sand              | Galina Fokina           | 6:4, 6:2      |
| 9.  | 27. März 2005      | Ain Suchna    | ITF $10.000       | Sand              | Magdaléna Rybáriková    | 6:3, 6:4      |
| 10. | 15. Mai 2005       | Antalya       | ITF $25.000       | Sand              | Kazjaryna Dsehalewitsch | 6:2, 6:2      |
| 11. | 21. August 2005    | Coimbra       | ITF $25.000       | Hartplatz         | Aravane Rezaï           | 6:2, 6:2      |
| 12. | 23. Juli 2006      | Darmstadt     | ITF $25.000       | Sand              | Magda Mihalache         | 6:0, 6:1      |
| 13. | 28. Oktober 2007   | Istanbul      | ITF $25.000       | Hartplatz         | Oksana Ljubzowa         | 6:2, 6:0      |
| 14. | 11. November 2007  | Port Pirie    | ITF $25.000       | Hartplatz         | Hwang I-hsuan           | 6:1, 6:2      |
| 15. | 25. November 2007  | Mount Gambier | ITF $25.000       | Hartplatz         | Lee Ye-ra               | 6:3, 6:1      |
| 16. | 4. November 2012   | Nantes        | ITF $50.000+H     | Hartplatz         | Julija Putinzewa        | 6:2, 6:3      |
| 17. | 2. März 2013       | Florianópolis | WTA International | Hartplatz         | Olga Putschkowa         | 6:2, 4:6, 6:4 |
| 18. | 20. September 2014 | Guangzhou     | WTA International | Hartplatz         | Alizé Cornet            | 6:4, 6:0      |
| 19. | 7. Juni 2015       | Marseille     | ITF $100.000      | Sand              | Pauline Parmentier      | 6:2, 7:5      |
| 20. | 1. November 2015   | Poitiers      | ITF $100.000      | Hartplatz         | Pauline Parmentier      | 7:5, 6:2      |
| 21. | 22. Oktober 2016   | Luxemburg     | WTA International | Hartplatz (Halle) | Petra Kvitová           | 6:4, 6:0      |
| 22. | 12. November 2017  | Limoges       | WTA Challenger    | Hartplatz (Halle) | Antonia Lottner         | 6:4, 6:2      |
| 23. | 23. Juni 2019      | Ilkley        | ITF W100          | Rasen             | Tímea Babos             | 6:2, 4:6, 6:3 |

### Doppel
| Nr. | Datum              | Turnier               | Kategorie         | Belag             | Partnerin               | Finalgegnerinnen                         | Ergebnis           |
| --- | ------------------ | --------------------- | ----------------- | ----------------- | ----------------------- | ---------------------------------------- | ------------------ |
| 1.  | 1. September 2002  | Bukarest              | ITF $10.000       | Sand              | Gabriela Niculescu      | Iveta Gerlová Nina Nittinger             | 6:2, 6:2           |
| 2.  | 6. April 2003      | Makarska              | ITF $10.000       | Sand              | Gabriela Niculescu      | Darija Jurak Maria Jedličková            | 6:2, 6:2           |
| 3.  | 23. Mai 2004       | Bukarest              | ITF $10.000       | Sand              | Gabriela Niculescu      | Lenore Lazaroiu Andra-Iulia Savu         | 6:4, 6:2           |
| 4.  | Juli 2004          | Bukarest              | ITF $10.000       | Sand              | Mădălina Gojnea         | Liana Balaci Iris Ichim                  | 6:4, 6:1           |
| 5.  | 15. August 2004    | Târgu Mureș           | ITF $10.000       | Sand              | Gabriela Niculescu      | Simona-Iulia Matei Barbara Pócza         | 7:5, 6:1           |
| 6.  | August 2004        | Iași                  | ITF $10.000       | Sand              | Gabriela Niculescu      | Nadine Schlotterer Eva Valková           | 7:5, 6:1           |
| 7.  | 20. März 2005      | Kairo                 | ITF $10.000       | Sand              | Gabriela Niculescu      | Hanna Andreyeva Walerija Bondarenko      | 6:2, 6:3           |
| 8.  | 27. März 2005      | Ain Suchna            | ITF $10.000       | Sand              | Gabriela Niculescu      | Laura-Ramona Husaru Sarah Raab           | 6:1, 6:1           |
| 9.  | 8. Mai 2005        | Antalya               | ITF $10.000       | Sand              | Gabriela Niculescu      | Iryna Burjatschok Olga Panowa            | 6:3, 6:4           |
| 10. | 15. Mai 2005       | Antalya               | ITF $25.000       | Sand              | Gabriela Niculescu      | Renata Kucerková Kathrin Wörle           | 6:70, 6:0, 6:0     |
| 11. | Mai 2006           | Bukarest              | ITF $10.000       | Sand              | Gabriela Niculescu      | Sorana Cîrstea Diana Enache              | 6:3, 6:0           |
| 12. | 25. Juni 2006      | Bukarest              | ITF $10.000       | Sand              | Gabriela Niculescu      | Raluca Ciulei Neda Kozić                 | 6:2, 6:1           |
| 13. | 9. Juli 2006       | Stuttgart (Vaihingen) | ITF $25.000       | Sand              | Renata Voráčová         | Eva Fislová Stanislava Hrozenská         | 6:2, 6:74, 7:5     |
| 14. | 23. Juli 2006      | Darmstadt             | ITF $25.000       | Sand              | Jewhenija Sawranska     | Daniela Klemenschits Sandra Klemenschits | 1:6, 6:0, 6:1      |
| 15. | 10. September 2006 | Mestre                | ITF $50.000       | Sand              | Renata Voráčová         | Margalita Tschachnaschwili Tatjana Malek | 6:4, 3:6, 6:4      |
| 16. | 7. April 2007      | Putignano             | ITF $25.000       | Hartplatz         | Andreja Klepač          | Jessica Kirkland Carmen Klaschka         | 6:2, 7:5           |
| 17. | 15. Juli 2007      | Darmstadt             | ITF $25.000       | Sand              | Kazjaryna Dsehalewitsch | Hilary Barte Tatjana Priachin            | 6:4, 7:5           |
| 18. | 25. November 2007  | Mount Gambier         | ITF $25.000       | Hartplatz         | Antonia Matic           | Amanda Elliott Georgie Gent              | 6:1, 6:2           |
| 19. | 16. Dezember 2007  | Dubai                 | ITF $75.000       | Hartplatz         | Marina Eraković         | Juliana Fedak Anna Lapuschtschenkowa     | 7:61, 6:4          |
| 20. | 4. Mai 2008        | Cagnes-sur-Mer        | ITF $100.000+H    | Sand              | Renata Voráčová         | Julie Coin Marie-Ève Pelletier           | 6:72, 6:1, [10:5]  |
| 21. | 6. Juli 2009       | Budapest              | WTA International | Sand              | Alissa Kleibanowa       | Aljona Bondarenko Kateryna Bondarenko    | 6:4, 7:65          |
| 22. | 25. Juli 2010      | Petingen              | ITF $100.000      | Sand              | Sharon Fichman          | Sophie Lefèvre Laura Thorpe              | 6:4, 6:2           |
| 23. | 14. Januar 2012    | Hobart                | WTA International | Hartplatz         | Irina-Camelia Begu      | Chuang Chia-jung Marina Eraković         | 6:74, 7:64, [10:5] |
| 24. | 4. Januar 2014     | Shenzhen              | WTA International | Hartplatz         | Klára Zakopalová        | Ljudmyla Kitschenok Nadija Kitschenok    | 6:3, 6:4           |
| 25. | 11. Januar 2014    | Hobart                | WTA International | Hartplatz         | Klára Zakopalová        | Lisa Raymond Zhang Shuai                 | 6:2, 6:75, [10:8]  |
| 26. | 1. November 2015   | Poitiers              | ITF $100.000      | Hartplatz (Halle) | Andreea Mitu            | Stéphanie Foretz Amandine Hesse          | 6:75, 7:62, [10:8] |
| 27. | 9. Januar 2016     | Shenzhen              | WTA International | Hartplatz         | Vania King              | Xu Yifan Zheng Saisai                    | 6:1, 6:4           |
| 28. | 23. Juli 2016      | Washington            | WTA International | Hartplatz         | Yanina Wickmayer        | Shūko Aoyama Risa Ozaki                  | 6:4, 6:3           |
| 29. | 27. August 2016    | New Haven             | WTA Premier       | Hartplatz         | Sania Mirza             | Kateryna Bondarenko Chuang Chia-jung     | 7:5, 6:4           |
| 30. | 16. April 2017     | Biel                  | WTA International | Hartplatz (Halle) | Hsieh Su-wei            | Timea Bacsinszky Martina Hingis          | 5:7, 6:3, [10:7]   |
| 31. | 3. Februar 2019    | Hua Hin               | WTA International | Hartplatz         | Irina-Camelia Begu      | Anna Blinkowa Wang Yafan                 | 2:6, 6:1, [12:10]  |
| 32. | 19. Juni 2021      | Nottingham            | ITF W100+H        | Rasen             | Elena-Gabriela Ruse     | Priscilla Hon Storm Sanders              | 7:5, 7:5           |
| 33. | 2. Oktober 2021    | Nur-Sultan            | WTA 250           | Hartplatz         | Anna-Lena Friedsam      | Angelina Gabujewa Anastassija Sacharowa  | 6:2, 4:6, [10:5]   |
| 34. | 19. Dezember 2021  | Limoges               | WTA Challenger    | Hartplatz         | Wera Swonarjowa         | Estelle Cascino Jessika Ponchet          | 6:4, 6:4           |
| 35. | 10. Dezember 2023  | Angers                | WTA Challenger    | Hartplatz (Halle) | Cristina Bucșa          | Anna Danilina Alexandra Panowa           | 6:1, 6:3           |
| 36. | 25. Mai 2024       | Straßburg             | WTA 500           | Sand              | Cristina Bucșa          | Asia Muhammad Aldila Sutjiadi            | 3:6, 6:4, [10:6]   |
| 37. | 24. August 2024    | Monterrey             | WTA 500           | Hartplatz         | Guo Hanyu               | Giuliana Olmos Alexandra Panowa          | 3:6, 6:3, [10:4]   |
| 38. | 6. Oktober 2024    | Hongkong              | WTA Challenger    | Hartplatz         | Elena-Gabriela Ruse     | Nao Hibino Makoto Ninomiya               | 6:3, 5:7, [10:5]   |
| 39. | 8. Dezember 2024   | Angers                | WTA Challenger    | Hartplatz (Halle) | Elena-Gabriela Ruse     | Belinda Bencic Céline Naef               | 6:3, 6:4           |

## Abschneiden bei Grand-Slam-Turnieren

### Einzel
| Turnier         | 2007 | 2008 | 2009 | 2010 | 2011 | 2012 | 2013 | 2014 | 2015 | 2016 | 2017 | 2018 | 2019 | 2020 | 2021 | Karriere |
| --------------- | ---- | ---- | ---- | ---- | ---- | ---- | ---- | ---- | ---- | ---- | ---- | ---- | ---- | ---- | ---- | -------- |
| Australian Open | Q2   | 1    | 2    | 1    | 3    | 3    | 1    | 3    | 1    | 2    | 1    | 1    | 1    | 1    | Q1   | 3        |
| French Open     | Q2   | 1    | 1    | Q3   | 1    | 1    | 1    | 2    | 1    | 1    | 1    | —    | —    | 1    | Q3   | 2        |
| Wimbledon       | Q2   | 2    | 1    | 2    | 2    | 1    | 1    | 1    | AF   | 2    | 1    | 1    | 2    |      | 1    | AF       |
| US Open         | Q1   | 1    | 1    | 1    | AF   | 1    | 1    | 2    | 2    | 3    | 3    | 1    | 1    | —    | Q3   | AF       |

Zeichenerklärung: S = Turniersieg; F, HF, VF, AF = Einzug ins Finale / Halbfinale / Viertelfinale / Achtelfinale; 1, 2, 3 = Ausscheiden in der 1. / 2. / 3. Hauptrunde; Q1, Q2, Q3 = Ausscheiden in der 1. / 2. / 3. Qualifikationsrunde; nicht ausgetragen

### Doppel
| Turnier         | 2008 | 2009 | 2010 | 2011 | 2012 | 2013 | 2014 | 2015 | 2016 | 2017 | 2018 | 2019 | 2020 | 2021 | 2022 | 2023 | 2024 | 2025 | Karriere |
| --------------- | ---- | ---- | ---- | ---- | ---- | ---- | ---- | ---- | ---- | ---- | ---- | ---- | ---- | ---- | ---- | ---- | ---- | ---- | -------- |
| Australian Open | —    | 2    | AF   | 2    | VF   | AF   | 2    | 2    | 1    | 1    | HF   | AF   | AF   | 1    | —    | AF   | 1    | 1    | HF       |
| French Open     | 2    | AF   | VF   | AF   | 2    | AF   | 2    | 1    | —    | —    | —    | —    | 2    | AF   | 2    | 1    | AF   | 1    | VF       |
| Wimbledon       | 2    | AF   | 2    | 2    | 2    | 1    | 2    | 2    | 1    | F    | AF   | AF   |      | 2    | 1    | 1    | —    |      | F        |
| US Open         | 2    | AF   | AF   | 1    | 1    | 1    | 2    | 2    | AF   | AF   | 2    | 1    | —    | VF   | 1    | 1    | 1    |      | VF       |

### Mixed
| Turnier         | 2009 | 2010 | 2011 | 2012 | Karriere |
| --------------- | ---- | ---- | ---- | ---- | -------- |
| Australian Open | —    | 1    | 1    | —    | 1        |
| French Open     | —    | 1    | —    | —    | 1        |
| Wimbledon       | 2    | 2    | —    | 1    | 2        |
| US Open         | 1    | —    | —    | —    | 1        |

## Persönliches
Ihre ältere Schwester Gabriela war ebenfalls Tennisprofi.